# Stegmühle (Aspach)
Die Stegmühle ist eine ehemalige Wassermühle und ein Wohnplatz der Gemeinde Aspach im baden-württembergischen Rems-Murr-Kreis. Im Laufe ihrer langen Geschichte diente die Mühle als Dreschmaschine, Futterschneide, Getreidemühle, Hanfreibe, Obstpresse und Sägemühle.

## Lage
Die Stegmühle liegt etwa 3⁄4 km nördlich der Ortsmitte von Großaspach am unteren Ende eines 1,3 km langen, links vom Klöpferbach abgezweigten Mühlkanals, der noch vor dem Zufluss des Allmersbachs in den Klöpferbach zurückläuft.

## Geschichte

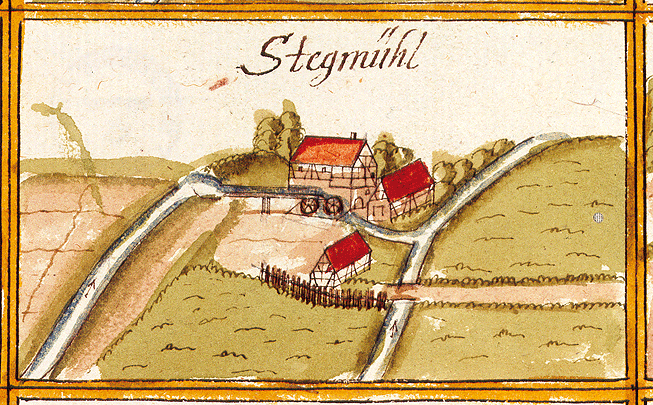
Die Stegmühle im 17. Jahrhundert

Erstmals genannt wurde die Stegmühle im Jahr 1528. 1799 wurde das Gebäude unter Wilhelm Niethammer und Leonhard Johann Rueß komplett neu aufgebaut. Um 1830 war die Mühle im Besitz von Daniel Trefz. Das Wasserrad wurde 1929 durch eine Francis-Turbine ersetzt. In den 1990er Jahren war die Mühle mit einer Trefz-Turbine und einem Elektromotor noch in Betrieb. Die Leistung lag 1996 bei zirka 10 PS.

### Einwohnerentwicklung
- 1871: 14 Einwohner[2]